# جوناتا دينيز
جوناتا ويلهان دينيز (بالبرتغالية: Jhonata Wilhan Diniz؛ مواليد 23 يونيو 1991) هو مُقاتل فنون قتالية مختلطة برازيلي حالي يُنافس في الوزن الثقيل في يو إف سي. وهو أيضًا مُقاتل كيك بوكسينغ سابق نافس في بطولة غلوري وبطولة سوبر كومبات القتالية.

## مسيرته في فنون الكيك بوكسينغ

### بدايته
هزم جوناتا دينيز جان سوكوب بقرار الحكام بعد أن نجا سوكوب من الضربات القاضية في الجولتين الأولى والثالثة في إيتشيجيكي البرازيل 2010 في ساو باولو في 31 يوليو 2010.
في 3 سبتمبر 2011، فاز دينيز ببطولة لقواعد الموياي تاي لأربعة رجال. حيث هزم هايمي مورايس في نصف النهائي وساولو كافالاري في النهائي، وكلاهما بقرار إجماعي.

### غلوري
شارك دينيز لأول مرة في غلوري في 10 أكتوبر 2012، في بطولة غلوري 2: بروكسل ضد سيباستيان فان ثيلين. وفاز بالنزال بقرار الحكام بالإجماع.

### آي سي بي كيك بوكسينغ
في 16 أكتوبر 2015، هزم دينيز فالنتين سلافيكوفسكي بالضربة القاضية في الجولة الأولى في آي سي بي كيه بي-3. في نزاله الثاني في آي سي بي كيك بوكسينغ، نافس دينيز على لقب الوزن الثقيل ضد كيرك كروبا في آي سي بي كيه6: معركة في بروكسل في 5 يونيو 2016. فاز بالقتال بالضربة الفنية القاضية في الجولة الثالثة.

### سوبر كومبات وكأس تاتنفت
بعد غياب دام عامين عن الرياضة، عاد دينيز إلى المنافسة في 1 نوفمبر 2021، في عالم سوبركومبات حيث هزم أزدرين جاشي بالضربة الفنية القاضية في الجولة الثانية.

## مسيرته في فنون القتال المختلطة
خاض دينيز أول نزال له في الفنون القتالية المختلطة في حدث سبارتاكوس إم إم إيه 5 في 21 مايو 2022. وهزم خوسيه رودريجو جيلكي بالضربة الفنية القاضية في الجولة الأولى.

### يو إف سي
واجه دينيز أوستين لان في 27 أبريل 2024، في حدث يو إف سي على إي إس بي إن 55. وفاز بالنزال بالضربة القاضية في الجولة الثانية. وقد نال عن هذا النزال مكافأة أداء الليلة.
واجه دينيز كارل ويليامز في 10 أغسطس 2024 في حدث يو إف سي على إي إس بي إن 61. وفاز بالقتال بقرار الحكام بالإجماع.
من المقرر أن يواجه دينيز المنافس السابق على لقب بطولة يو إف سي للوزن الثقيل ديريك لويس في 2 نوفمبر 2024 في حدث يو إف سي ليلة القتال 246.

## البطولات والإنجازات

### فنون القتال المختلطة
- يو إف سي
  - أداء الليلة (مرة واحدة) ضد أوستين لان[12]

### كيك بوكسينغ
- كأس تاتنفت
  - الفائز بكأس تاتنفت +80 كغ 2021
- بطولة أخمات المطلقة
  - 2016 بطل الوزن الثقيل آي سي بي في الكيك بوكسينج

## سجل فنون القتال المختلطة
| السجل المهني |       |         |
| 8 نزال       | 8 فوز | 0 خسارة |
| ضربة قاضية   | 7     | 0       |
| قرار القضاة  | 1     | 0       |

| النتيجة | السجل | الخصم               | الطريقة                    | الحدث                                        | التاريخ        | الجولة | الوقت | المكان                              | الملاحظات     |
| ------- | ----- | ------------------- | -------------------------- | -------------------------------------------- | -------------- | ------ | ----- | ----------------------------------- | ------------- |
| فاز     | 8–0   | كارل ويليامز        | قرار الحكام (بالإجماع)     | يو إف سي على إي إس بي إن: تيبورا ضد سبيفاك 2 | 2024 أغسطس 10  | 3      | 5:00  | لاس فيغاس، نيفادا، الولايات المتحدة |               |
| فاز     | 7–0   | أوستين لان          | ضربة قاضية (باللكمات)      | يو إف سي على إي إس بي إن: نيكولاو ضد بيريز   | 2024 أبريل 27  | 2      | 2:12  | لاس فيغاس، نيفادا، الولايات المتحدة | أداء الليلة.  |
| فاز     | 6–0   | إدواردو نيفز        | ضربة فنية قاضية (باللكمات) | سلسلة منافسات دانا وايت 62                   | 2023 سبتمبر 12 | 1      | 3:15  | لاس فيغاس، نيفادا، الولايات المتحدة |               |
| فاز     | 5–0   | رودريجو دوارتي      | ضربة فنية قاضية (انسحاب)   | امورتال إف سي 12                             | 2023 مارس 19   | 1      | 4:17  | كوريتيبا، البرازيل                  |               |
| فاز     | 4–0   | كارلوس ناسيمنتو     | ضربة فنية قاضية (باللكمات) | سبارتاكوس إم إم إيه 26                       | 2023 يناير 28  | 1      | 3:51  | ساو باولو، البرازيل                 |               |
| فاز     | 3–0   | جيليرمي لازاريني    | ضربة قاضية (بلكمة)         | امورتال إف سي 11                             | 2022 نوفمبر 11 | 1      | 1:00  | كوريتيبا، البرازيل                  |               |
| فاز     | 2–0   | روبيرسون أندرادي    | ضربة قاضية (بلكمة)         | ميتانويا إف سي: بريميوم                      | 2022 سبتمبر 10 | 1      | 1:32  | كوريتيبا، البرازيل                  |               |
| فاز     | 1–0   | خوسيه رودريجو جيلكي | ضربة فنية قاضية (انسحاب)   | سبارتاكوس إم إم إيه 5                        | 2022 مايو 21   | 1      | 2:30  | كوريتيبا، البرازيل                  | الوزن الثقيل. |

## وصلات خارجية
- جوناتا دينيز على موقع يو إف سي (الإنجليزية)
- جوناتا دينيز على موقع شيردوغ (الإنجليزية)
- جوناتا دينيز على موقع Tapology.com (الإنجليزية)